# Cuphea decandra
Cuphea decandra là một loài thực vật có hoa trong họ Lythraceae. Loài này được Dryand. mô tả khoa học đầu tiên năm 1811.